# Station Goostrey
Goostrey is een spoorwegstation van National Rail in Goostrey, Congleton in Engeland. Het station is eigendom van Network Rail en wordt beheerd door Northern Rail. 